# Organisation des pêches de l'Atlantique nord-ouest
Ne doit pas être confondu avec NAFO.
L’Organisation des pêches de l'Atlantique nord-ouest (OPANO) (en anglais : Northwest Atlantic Fisheries Organization, NAFO) est une organisation intergouvernementale ayant pour mandat de fournir des avis scientifiques et de gérer les pêches dans le nord-ouest de l'océan Atlantique selon une convention signée par les pays y pêchant. L'OPANO a son siège à Dartmouth (Nouvelle-Écosse) au Canada et objectif général est de contribuer à l'utilisation optimale et la conservation des ressources halieutiques de l'Atlantique nord-ouest, à l'exception du saumon, des thons/marlins, des baleines et des espèces sédentaires (par exemple le crabe des neiges, le homard, les coquillages et les mollusques).
En 2007, l'OPANO a adopté une convention modifiée, ratifiée par les 3/4 des membres, dont l'objectif initial fut d'inclure une approche écosystémique de la gestion des pêches. Elle va maintenant au-delà d’une utilisation durable des ressources de pêche commerciales du nord-ouest de l’Atlantique en s’engageant également à protéger les écosystèmes marins associés des effets néfastes de la pêche.

## Histoire
En 1950, les pays qui exploitaient des flottes de pêche sur le plateau continental du Canada et des États-Unis commençaient à reconnaître que leurs ressources étaient limitées et cherchaient à créer une organisation multinationale internationale chargée de coopérer à la préservation des stocks de poisson. Cette organisation, la Commission internationale pour les pêches de l'Atlantique nord-ouest, ou ICNAF, fut créée cette année-là. Elle avait pour mandat d'utiliser des méthodes scientifiques modernes pour conseiller les pays membres.
La ICNAF était appuyée par la Convention internationale sur les pêcheries de l'Atlantique nord-ouest. Cependant, entre 1973 et 1982, les Nations unies et ses États membres ont négocié la Troisième Convention du droit de la mer, dont l'un des éléments est la notion que les nations étaient autorisées à déclarer une zone économique exclusive (ZEE). Elle fut ratifiée et mise en œuvre en 1977. Cette extension de la juridiction nationale des pêches sur de vastes zones du plateau continental de cette région par le Canada, les États-Unis, le Groenland et Saint-Pierre-et-Miquelon a nécessité que la ICNAF soit remplacée par une nouvelle convention et l'ICNAF fut remplacée en 1979 par l'Organisation des pêches de l'Atlantique nord-ouest (OPANO),. Cette dernière fut créée dans le cadre de la Convention sur la future coopération multilatérale dans les pêches de l'Atlantique nord-ouest.
L'OPANO poursuit l'héritage de l'ICNAF avec le mandat de fournir des avis scientifiques aux États membres, avec pour principe de garantir la conservation et la gestion des stocks de poisson dans la région. La Convention fut modifiée à quatre reprises, soit le 1er janvier 1980, le 9 octobre 1987, le 13 septembre 1996 et le 18 mai 2017. Les trois premières séries d'amendements ont modifié certaines des limites des sous-zones, divisions et subdivisions de la zone de la Convention. La quatrième série d'amendements (le 18 mai 2017) était exhaustive et visait à moderniser l'OPANO, notamment en intégrant une approche écosystémique de la gestion des pêches. La quatrième série d'amendements a également simplifié le processus décisionnel de l'OPANO et renforcé les obligations des parties contractantes tout en mettant en place un mécanisme formel de règlement des différends.
En 2014, l'OPANO réglementait onze espèces de poisson (19 stocks) et une interdiction de la pêche (moratoire) est en vigueur pour huit stocks de poissons appartenant à cinq espèces (morue, plie canadienne, plie grise, capelan et crevette). Le moratoire a débuté dix ans plus tôt, mais deux stocks (sébaste et morue) ont récemment été rouverts à la pêche après un moratoire de plus de dix ans.

## États membres
L'OPANO regroupe 13 parties contractantes suivantes en 2021 :
- Canada
- Corée du Sud
- Cuba
- Danemark via 
  -  Groenland
  -  Îles Féroé
- États-Unis
- France via
  -  Saint-Pierre-et-Miquelon
- Islande
- Japon
- Norvège
- Royaume-Uni
- Russie
- Union européenne
- Ukraine

## Fonctionnement
L'OPANO met en œuvre l'approche de précaution qui prend en compte les incertitudes scientifiques et permet ainsi une meilleure protection des ressources. Les mesures de gestion de l'OPANO comprennent les totaux admissibles des captures (TAC) et les quotas pour les stocks réglementés, ainsi que des restrictions concernant les prises accessoires, la taille minimale des poissons, la zone et l'heure. En outre, l'OPANO impose un certain nombre de mesures de contrôle à la pêche internationale dans la zone de réglementation de l'OPANO, par exemple une autorisation de pêcher, des navires et des engins, des accords d'affrètement contrôlés et des exigences en matière d'étiquetage des produits.

### Inspections et suivi
L'OPANO exige également que les navires de pêche enregistrent et communiquent leurs captures et leurs efforts de pêche. Le programme d'observateur et le système de surveillance des navires (VMS) de l'OPANO améliorent la fiabilité de ces enregistrements. Le programme d'observateurs exige que chaque navire de pêche de la zone de l'OPANO ait à son bord un observateur indépendant. Chaque navire pêchant dans la zone de l'OPANO est équipé d'un dispositif de surveillance par satellite qui enregistre automatiquement et en permanence (toutes les deux heures) la position.
L'OPANO a également adopté des mesures de contrôle qui s'appliquent aux débarquements ou transbordements dans les ports des parties contractantes par des navires de pêche battant pavillon d'une autre partie contractante. Les dispositions s'appliquent au débarquement ou au transbordement du poisson capturé dans la zone de réglementation, ou des produits à base de poisson provenant de ce poisson, qui n'ont pas encore été débarqués ou déchargés dans un port.
Le programme d'inspection et de surveillance conjoint (international) de l'OPANO comprend des inspections en mer fréquentes et au hasard par des inspecteurs autorisés des États membres. En plus des inspections en mer, l'OPANO exige des inspections au port obligatoires. Les États du pavillon ont le devoir de mener des enquêtes de suivi et d'engager des poursuites. L'OPANO publie un rapport de conformité annuel.

### Zones contrôlées
La zone de la Convention de l'OPANO s'étend entre le Groenland et le Canada dans l'Articque, puis vers le sud le long de la longitude 42 Ouest jusqu'au 35e parallèle Nord. Cela comprend les zones économiques exclusives de 200 milles marins (370,4 km) des états côtiers : le Canada, le Danemark (pour le Groenland), la France (pour Saint-Pierre-et-Miquelon) et les États-Unis. Cependant, les mesures réglementaires de l'OPANO sont limitées aux zones visées qui sont hors de la compétence nationale.
L'OPANO a identifié 18 zones, dans la zone de la Convention, comme étant vulnérables aux engrenages de contact de fond et les a ensuite fermées à la pêche de fond. Ces fermetures font l'objet d'un réexamen de temps à autre. L'OPANO a également délimité les zones de pêche de fond existantes (empreinte au sol), en réponse à la demande de l'Assemblée générale des Nations unies (AGNU Res. 61/105, paragraphe 83) demandant aux organisations régionales de gestion de la pêche de réglementer les activités de pêche de fond qui peuvent avoir un impact négatif important sur les écosystèmes marins vulnérables.

## Faiblesses
L'OPANO fut critiquée dans le passé pour son incapacité à mettre un terme efficace à la surpêche lorsque de nombreux stocks halieutiques de l'Atlantique nord-ouest (stocks côtiers et en haute mer) se sont effondrés. La colère des pêcheurs de l’Est du Canada, en particulier de Terre-Neuve-et-Labrador, dirigée contre des navires de pêche internationaux, a conduit le Canada à exercer une juridiction extraterritoriale et arraisonner le chalutier espagnol Estai, en 1995, durant la guerre du flétan.